# Ескимоси
Ескимосите са коренните жители по крайбрежието на Арктика и субарктичните части на Северна Америка и североизточните покрайнини на Сибир. Територията, която ескимосите обитават, се разпростира в 4 държави – САЩ, Канада, Русия и Гренландия. Те наброяват повече от 90 хил. души. По-голямата част от тях живеят на юг от Северния полярен кръг, като приблизително 28 хил. населяват Алеутските острови и Аляска, 17 хил. Канада, 1500 живеят в Сибир и 45 хил. в Гренландия. Името ескимоси не е самоназвание. То произлиза от думата ескимасен, означаваща „хора, които ядат сурово месо“, както ги наричали техните южни съседи – индианците алгонкини. Думата започва да се употребява и от европейските изследователи и днес е масово използвана, дори и от ескимосите. Тяхната собствена дума за самите себе си е „инуит“, което означава „истински хора“.
Ескимосите населяват един от най-студените региони на света. Тяхната земя е основно тундра – ниско, равно поле без дървета, където земята остава постоянно замръзнала освен няколкото сантиметра от повърхността през краткия летен сезон. Въпреки че някои групи са установени край реките и разчитат на риболов, а други преследват стада от северни елени във вътрешните части, повечето ескимоси традиционно живеят основно като ловци на морски бозайници – тюлени, моржове и китове – и структурата и характерът на тяхната култура са ориентирани към морето.
Един от най-странните аспекти на традиционната ескимоска култура е нейната относителна хомогенност върху територия от над 8 хил. км по протежение на Арктика. Основните институционални и психологически особености на културата – религиозни, социални и икономически – са еднакви. Има някои различия в традиционната роднинска система. Езикът е разделен на две главни диалектни групи (особено в западните райони) – говорещи инупик (от Гренландия до западна Аляска) и говорещи юпик (северозападна Аляска и Сибир).

## Начин на живот
Способността на ескимосите да се адаптират към студа и суровите условия на околната среда се дължи на тяхната изобретателност, културни ценности и психологически особености. Те изработват различни съоръжения и сечива от всякакъв вид материал. Дрехи, ушити от кожа, харпуни, изработени от моржови зъби или еленови рога, плазове за шейни от замръзнал торф, добре известното иглу и снежните къщи са все примери на местни приспособления, изработени от наличните природни материали. В критични случаи като материал се използват и замразени късове месо или риба.

## Заселване
Днес със сигурност се знае, че най-ранното заселване на Северна Америка е тръгнало от Азия. Първите мигранти са дошли най-вероятно преди 12 хил. години (възможно е и по-рано) през т.нар. Берингов мост, свързващ Азия и Америка. Преди около 11 хил. години този сухопътен мост потъва и на негово място се образува днешното Берингово море. Те достигат до най-южните и централни територии и там развиват процъфтяваща култура, докато Северът остава ненаселен. Там първите признаци на инуитски културни етапи са от 3 хилядолетие пр.н.е.
Инуитите се приспособяват към арктическия начин на живот по различен начин. По гористия западен бряг на залива Хъдсън те ловят елени карибу и никога не навлизат в морето. В други райони инуитите живеят от лов на китове и риболов. Въпреки че храната не е била много разнообразна и доста трудна за набавяне, инуитите успяват да преживеят в тези области хилядолетия наред. Днес в най-северната част на Канада живеят 26 хил. инуити, които се разделят на 53 комуни. В последните десетилетия броят на инуитите бързо нараства. През 1999 г. те получават Нунавут – собствена, до голяма степен автономна територия. На езика на инуитите „Нунавут“ означава „наша земя“, в която човек се връща към корените си. Отдавна вече модерната цивилизация е достигнала и Канадска Арктика, което не винаги е добре за живеещите там хора.

## Изкуство и култура
За инуитите се знае, че прекарват часове върху леда в очакване на морж, тюлен или каквото и да възнамеряват да ловят. Докато чакат, от камък, кост, зъби или други материали се изработва образ на ловния обект. Изобразителната дейност традиционно е част от живота, дори негова основа. Затова изработващият тези творби се разбира не като творец, а като заклинател на обекти в характерно за дадена ситуация движение: тюлен или кит, изобразени мъртви, мечки с опънати вратове, диви гъски в полет или в езерото и други подобни мотиви. Същото е и при изкусното оформяне на фасадите при индианците вхайда, тотемните стълбове, изработването на маски и предмети. Тази дейност няма връзка с творчеството, но има общо с историята.

## Установяване
Начинът на установяване зависи от местообитанието на отделните групи, от годишния сезон и от възможностите, които предлага конкретната област. В Гренландия и Аляска, най-източните области населявани от ескимоси, съществуват постоянни села от каменни къщи. По сибирските брегове има ескимоски села, в които къщите са изградени от плавей и пръст. В централните области няма такива установени общества, въпреки че отделни групи могат да се завръщат на едно и също място, удобно за ловуване и риболов, в продължение на години.
Във всички ескимоски области има годишен цикъл, през който групите прекарват зимата заедно в големи общества, а през лятото се разделят на по-малки, фамилни групи. Такова сезонно струпване и разделяне се наблюдава дори и в Гренландия и западна Аляска. През лятото ескимосите напускат своите постоянни общности и живеят в палатки от животинска кожа, на места, подходящи за лов на тюлени, риболов или събиране на птици, яйца и растения. Иглутата (на ескимоски „иглу“ означава „дом“) се правят от сняг и се използват само през зимата, когато села от такива структури се изграждат върху твърдия океански лед на централна Арктика, за да се улесни ловът на тюлени през дупките в снега. Подобни жилища са използват и като временни постройки в Гренландия и в части от Канада и Аляска.

## Нунавут – автономия за инуитите
1999 г. бележи ключов момент в стремежа на канадското коренно население към повече самостоятелност. На 1 април, с учредяването на Нунавут, възниква автономна територия под управлението изключително на инуити. Географията на Нунавут е впечатляваща. Става въпрос за ареал от 2 млн. кв. км, от тях около 350 хил. кв. км земя. Населението на Нунавут наброява 33 хил. жители, от които 84% са инуити (2011). Нунавут обхваща източната част на арктическа Канада, където населението допреди няколко десетилетия е живяло в иглута и се е препитавало с лов и събирачество. Това коренно се променя. Столицата Иквалуит разполага с най-модерна инфраструктура. Дори и най-малкото селище на Нунавут има училище, притежава достъп до радио и телевизия и е във връзка с останалия свят чрез модерни комуникационни системи. За икономическа основа служат многобройните природни богатства. Територията разполага с редица собствени министерства и институции, които се ръководят от инуити. Но животът в Нунавут не е много евтин: 1 литър мляко струва три долара, един хляб – също толкова. Без субсидии от страна на правителството много неща биха били невъзможни. Населението е сигурно, че може да гради бъдещето си на собствена отговорност и да направи Нунавут важен фактор в канадската икономика.

## Зависимост от сезоните
Традиционната ескимоска прехрана е тясно свързана с годишния цикъл на сезоните, като най-важно значение има наличието или отсъствието на твърд лед в морето. През лятото, когато няма лед, малките семейни групи пътуват от крайбрежието към своите лагери във вътрешността на сушата с лодки по реките и езерата или с кучешки впрягове. През късната пролет и през лятото те ловуват мигриращите на север стада от американски северни елени, като ги убиват, докато те пресичат през реки или като създават специални капани. Когато рибата се движи нагоре срещу течението на реките, за да хвърли хайвера си, ескимосите я улавят в мрежи или я пронизват с харпуни. Когато наближи есента, ескимосите отново започват да се събират в общества, в които основната им дейност е ловът на тюлени и птици.